# عادل أوصار
عادل أوصار (بالهولندية: Adil Auassar)‏ (6 أكتوبر 1986 بدوردريخت في هولندا - ) هو لاعب كرة قدم هولندي في مركز الوسط. لعب مع آر كي سي فالفيك ودي غرافشاب وفاينورد وفي في في فينلو ونادي إكسلسيور ونادي دوردريخت.

## روابط خارجية
- عادل أوصار على موقع قاعدة بيانات كرة القدم.إي يو (الإنجليزية)
- عادل أوصار على موقع Soccerway.com (الإنجليزية)
- عادل أوصار على موقع عالم كرة القدم.نت (الإنجليزية)